# Jean-Jacques François Picard
Pour les articles homonymes, voir Picard (homonymie).
Jean-Jacques François Picard est un homme politique français né le 21 juin 1804 à Gadencourt (Eure) et mort le 27 juillet 1849 à Évreux (Eure).

## Biographie
Avocat à Caen, il devient agréé auprès du tribunal d'Elbeuf en 1830 puis avoué à Évreux de 1831 à 1840. Conseiller municipal d’Évreux en 1834, il est secrétaire de la société libre d'agriculture, sciences, arts et belles-lettres de l'Eure. Il est commissaire du gouvernement dans l'Eure , puis représentant de l'Eure de 1848 à 1849, siégeant à gauche. 

## Sources
- « Jean-Jacques François Picard », dans Adolphe Robert et Gaston Cougny, Dictionnaire des parlementaires français, Edgar Bourloton, 1889-1891 [détail de l’édition]